# Dorogi Ákos
Dorogi Ákos magyar jazz-zongorista.

## Pályafutása
Dr. Dorogi Ákos Budapesten a Liszt Ferenc Zeneművészeti Főiskola Jazz tanszakán Gonda Jánosnál diplomázott 1997-ben jazz-zongora szakon. Jazztanszakos évei alatt több zenekarban is játszott, többek között jazz-triókban, -kvartettekben, valamint nagyobb formációkban. 1994 és 1996 között a közismert Cotton Club Singers zongorakísérője.

## Előadóművészként
1997-ben saját zenekart alapított Dzsesszencia néven.
Saját zenekarai mellett több jazz formációban is dolgozik folyamatosan:
- Egy dixieland zenekar, akikkel koncertezik rendszeresen: Mardy Gras Jazz Band (2003-ban a Soproni Sörfesztivál road-showjának állandó tagjai voltak)
- Más kisebb jazz formációkkal Budapesti klubokban muzsikál: Kelemen Angelika Band, Horváth Alíz Kvartett, Jazzbond zenekar, Cotton-klub Jazz Band.
- 2003-2005 között Fenyő Miklós és zenekarának állandó zongorakísérője
- 2005-óta a Bergendy Szalon, Jazz, és Tánczenekar állandó zongoristája.
- 1997 óta a Bolero Showtime Band színes improvizációiról híres billentyűse.

Eddigi pályafutása során több híres előadóművésszel dolgozott együtt: Koós János, Payer András, Soma, Berki Tamás, Fenyő Miklós, Zsédenyi Adrienn, Hajós András, Somló Tamás, Geszti Péter, Váczi Eszter, Bergendy István.
2002-ben elvégezte a Pécsi Jogtudományi Egyetemet. Azóta a zenészek érdekképviseletének szolgálatában áll jogászként, a Művészeti Szakszervezetek Szövetsége – Előadóművészi Jogvédő Irodánál (MSZSZ-EJI).